# Movimento Raskamboni
Movimento Raskamboni (ou Ras Kamboni), também conhecido como Frente Raskamboni, é um grupo paramilitar ativo no sul da Somália, em Jubaland; seu líder é o xeique Ahmed Mohamed Islam (ou Ahmed Madobe). Este movimento miliciano é aliado do Governo Federal da Somália, da Missão da União Africana para a Somália e da Ahlu Sunna Waljama'a na luta contra o grupo radical islâmico Al-Shabaab. 

## História
Em outubro de 2009, a Aliança para a Relibertação da Somália - ala Asmara (ARS-A) e as milícias JABISO, que estavam alinhadas com al-Shabaab em Hiiraan e Mogadíscio, recusaram-se a apoiar as Brigadas Ras Kamboni, enquanto Muaskar Anole permaneceu neutro. Ocorre uma divisão dentro das Brigadas Ras Kamboni, com uma facção liderada por Ahmed Madobe lutando contra o al-Shabaab e uma facção liderada por Hassan al-Turki apoiando o al-Shabaab.
Nos confrontos que se seguiram, em novembro de 2009, as forças de Madobe foram subjugadas pelo al-Shabaab e pelos seus aliados locais. Foram então forçadas a retirarem-se da região de Jubbada Hoose e da maior parte do sul da Somália. Em fevereiro de 2010 o ramo de al-Turki declarou uma fusão com al-Shabaab, enquanto Madobe, que havia desertado das Brigadas Ras Kamboni, estabeleceu o Movimento Raskamboni para se opor ao al-Shabaab.
O movimento Raskamboni, em seguida, se aliaria ao Ahlu Sunna Waljama'a e ao Governo Federal de Transição.

## Operações
Os Raskamboni enfrentaram milicianos do al-Shabaab em 13 de março de 2011 na aldeia de Dif. O movimento alegou ter destruído vários veículos militares do al-Shabaab nos combates, o que deixou pelo menos cinco mortos.
Em 3 de abril de 2011, o Movimento Raskamboni, em conjunto com as forças do Governo Federal de Transição e a Força Aérea Queniana, capturou a cidade fronteiriça de Dhobley do Al-Shabab.
Em julho de 2012, foi relatado que eles organizaram uma operação de resgate para libertar quatro trabalhadores humanitários do Conselho Norueguês de Refugiados sequestrados.
Em setembro de 2012, o Exército Nacional Somali reconstituído, auxiliado por tropas da AMISOM e pela milícia Raskamboni, recapturam Kismayo dos insurgentes do Al-Shabaab durante a Batalha de Kismayo (2012).